# Stenochilus scutulatus
Stenochilus scutulatus is een spinnensoort uit de familie Stenochilidae. De soort komt voor in India.